# Gouvernement Eupen-Malmedy
| Gouvernement Eupen-Malmedy                            | Gouvernement Eupen-Malmedy                              |
| ----------------------------------------------------- | ------------------------------------------------------- |
| Bestandszeitraum                                      | 1920–1925                                               |
| Zugehörigkeit                                         | Selbstständige Verwaltungseinheit im Königreich Belgien |
| Verwaltungssitz                                       | Malmedy                                                 |
| Anzahl Gemeinden                                      | rund 64                                                 |
| Fläche                                                |                                                         |
| Einwohner                                             |                                                         |
| Bevölkerungsdichte                                    |                                                         |
| Grobe Lage des Gouvernements Eupen-Malmedy in Belgien |                                                         |
|                                                       |                                                         |

Das Gouvernement Eupen-Malmedy war eine belgische Verwaltungseinheit, die von 1920 bis 1925 existierte. Ihr Verwaltungssitz befand sich in Malmedy.
Das Deutsche Reich musste 1919 nach den Bestimmungen des Versailler Vertrages (Artikel 32 bis 34) Gebiete der in Preußen gelegenen Rheinprovinz an Belgien abtreten.

## Geschichte
In einem am 15. September 1919 vom belgischen Staat erlassenen Gesetz wurde dem neu erworbenen Gebiet ein besonderer Status zugewiesen. Es wurde keiner Provinz zugeordnet, sondern als selbständiges Verwaltungsgebiet einem Hohen Kommissar, zugleich Gouverneur, unterstellt. Am 22. Oktober 1919 ernannte König Albert, General-Leutnant Herman Baltia zum Hochkommissar und Gouverneur über Neubelgien. Er verfügte gemäß den Bestimmungen in den Artikeln II und VII des Gesetzes vom 15. September 1919 über fast uneingeschränkte Vollmachten. Ihm zur Seite stand als Unterkommissar für den Kanton Eupen der Staatsbeamte Jules de Grand Ry. Dessen Tätigkeit begann nach den Bestimmungen des Versailler Vertrages am 10. Januar 1920. 
Zwischen dem 26. Januar und dem 23. Juli 1920 veranlasste Baltia die durch den Versailler Vertrag vorgesehene Volksbefragung, in der die Wahlberechtigten, die mit der Eingliederung (in den Augen vieler eine Annexion) nicht einverstanden waren, ihre Namen und Adressen in ausliegende Listen eintragen konnten. Da damit zwangsläufig mit der Annexion nicht einverstandene Einwohner namentlich bekannt wurden und einige Repressalien zu befürchten hatten, trugen sich lediglich 271 der 33.726 Wahlberechtigten ein. Hiervon war ein Teil reichsdeutsche Beamte, deren Wurzeln nicht in der Region lagen. Dieses historisch einmalige Vorgehen ging als petite farce belge ‚kleine belgische Posse‘ in die Geschichte Belgiens ein und geriet auf Jahrzehnte zum Streitpunkt zwischen der belgischen Obrigkeit und Teilen der lokalen Bevölkerung sowie zwischen Belgien und dem Deutschen Reich. 
Die Kreistage in Eupen und Malmedy wurden aufgelöst und es wurde die belgische Gesetzgebung schrittweise im oft als Neubelgien bezeichneten Gebiet eingeführt. Das belgische Schul-, Rechts- und Wirtschaftswesen peu à peu angepasst sowie Änderungen in der Verwaltung und die Vorbereitung der letztendlichen Angliederung an das belgische Staatsgebiet durchgeführt.
Am 7. März 1925 beschloss der Senat, das Generalgouvernement zum 1. Juli 1925 aufzuheben und das Gebiet zum 15. September 1925 vollständig in den belgischen Staat zu integrieren. Somit erhielten die Bewohner dieses Gebietes die vollen Bürgerrechte.
Das bisherige Gebiet des Gouvernements wurde in den Bezirk Verviers, Provinz Lüttich eingegliedert.

## Abgetretenes Gebiet
Am 10. Januar 1920 wurden die folgenden Gebiete abgetreten:
- Kreis Eupen mit den Gemeinden
  - Eupen, Eynatten, Hauset, Hergenrath, Kettenis, Lontzen, Preußisch Moresnet, Raeren und Walhorn[3]
- Kreis Malmedy mit den Gemeinden
  - Amel, Bellevaux, Berg, Bévercé, Büllingen, Bürnenville, Bütgenbach, Burg Reuland, Deidenberg, Eibertingen, Elsenborn, Faymonville, Geromont, Heppenbach, Herresbach, Honsfeld, Hünningen, Iveldingen, Krinkelt, Krombach, Ligneuville, Lommersweiler, Malmedy, Manderfeld, Medell, Meyerode, Mirfeld, Möderscheid, Montenau, Mürringen, Nidrum, Ovifat, Recht, Robertville, Rocherath, Sankt Vith, Schönberg, Schoppen, Sourbrodt, Thommen, Valender, Wallerode, Weismes, Weywertz, Wirtzfeld und Xhoffraix[4]
- aus dem Kreis Monschau
  - der Ortsteil Küchelscheid und der Westen des Ortsteils Leykaul der Gemeinde Kalterherberg

Neben dem von Preußen abgetretenen Gebiet wurde auch das bisherige Kondominium Neutral-Moresnet dem neuen Gouvernement zugeschlagen, das zur Gemeinde Kelmis wurde.
Am 27. März 1920 wurde die Grenze an die Ostseite der Vennbahn verlagert. Die folgenden Gebiete kamen hinzu:
- aus dem Kreis Monschau
  - die südlich und westlich der Vennbahn gelegenen Gebiete der Gemeinde Roetgen
  - die westlich der Vennbahn gelegenen Gebiete der Gemeinde Lammersdorf
  - das Haus Auf Aderich 33 der Gemeinde Konzen (Rückschlag)
  - die Gemeinde Mützenich
  - der Ortsteil Ruitzhof der Gemeinde Kalterherberg
- aus dem Kreis Prüm
  - der Ortsteil Hemmeres der Gemeinde Winterspelt

Am 1. Oktober 1921 kam das folgende Gebiet hinzu:
- aus dem Kreis Monschau
  - Gebietsteile der Gemeinde Kalterherberg
  - Hierbei handelt es sich um das Gemeindegebiet im Norden des Truppenübungsplatzes Elsenborn.

## Rückgliederungen
Am 1. Oktober 1921 wurden die folgenden Gebiete an das Deutsche Reich zurückgegeben:
- Kreis Eupen:
  - Bildchen aus der Gemeinde Neu-Moresnet
  - Lichtenbusch (teilweise) aus der Gemeinde Raeren
  - Sief aus der Gemeinde Raeren
  - Bildchen, Lichtenbusch und Sief wurden am 1. November 1922 in die Stadt Aachen eingegliedert.
- Kreis Malmedy:
  - Kehr (teilweise) aus der Gemeinde Manderfeld
  - Losheim aus der Gemeinde Manderfeld
  - Losheim und Kehr bildeten am 1. Oktober 1921 die neue Gemeinde Losheim im Kreis Schleiden.
- aus dem Kreis Monschau:
  - die südlich und westlich der Vennbahn gelegenen Gebiete der Gemeinde Roetgen
  - die westlich der Vennbahn gelegenen Gebiete der Gemeinde Lammersdorf
  - das Haus Auf Aderich 33 der Gemeinde Konzen
  - die Gemeinde Mützenich
  - der Ortsteil Ruitzhof der Gemeinde Kalterherberg
  - Das Gebiet mit den Bahnanlagen verblieb in Belgien.
- aus dem Kreis Prüm:
  - der Ortsteil Hemmeres der Gemeinde Winterspelt
  - Das Gebiet mit den Bahnanlagen verblieb in Belgien.